# Tococa obovata
Tococa obovata är en tvåhjärtbladig växtart som beskrevs av Henry Allan Gleason. Tococa obovata ingår i släktet Tococa och familjen Melastomataceae. Utöver nominatformen finns också underarten T. o. neblinensis.